# Ängholm, Korpo
Ängholm med Delholm och Äspholm är en ö i Finland. Den ligger i Skärgårdshavet och i kommunen Pargas i den ekonomiska regionen  Åboland i landskapet Egentliga Finland, i den sydvästra delen av landet. Ön ligger omkring 55 kilometer sydväst om Åbo och omkring 190 kilometer väster om Helsingfors.
Öns area är 60,9 hektar och dess största längd är 2 kilometer i öst-västlig riktning. Ön höjer sig omkring 20 meter över havsytan.

## Några delöar med egna namn
- Delholm 60°05′21″N 21°36′50″Ö / 60.08906°N 21.61376°Ö
- Äspholm 60°05′17″N 21°37′19″Ö / 60.08815°N 21.62207°Ö

## Klimat
Inlandsklimat råder i trakten. Årsmedeltemperaturen i trakten är 6 °C. Den varmaste månaden är augusti, då medeltemperaturen är 16 °C, och den kallaste är januari, med −6 °C.